# Triumphbogen (Moskau)

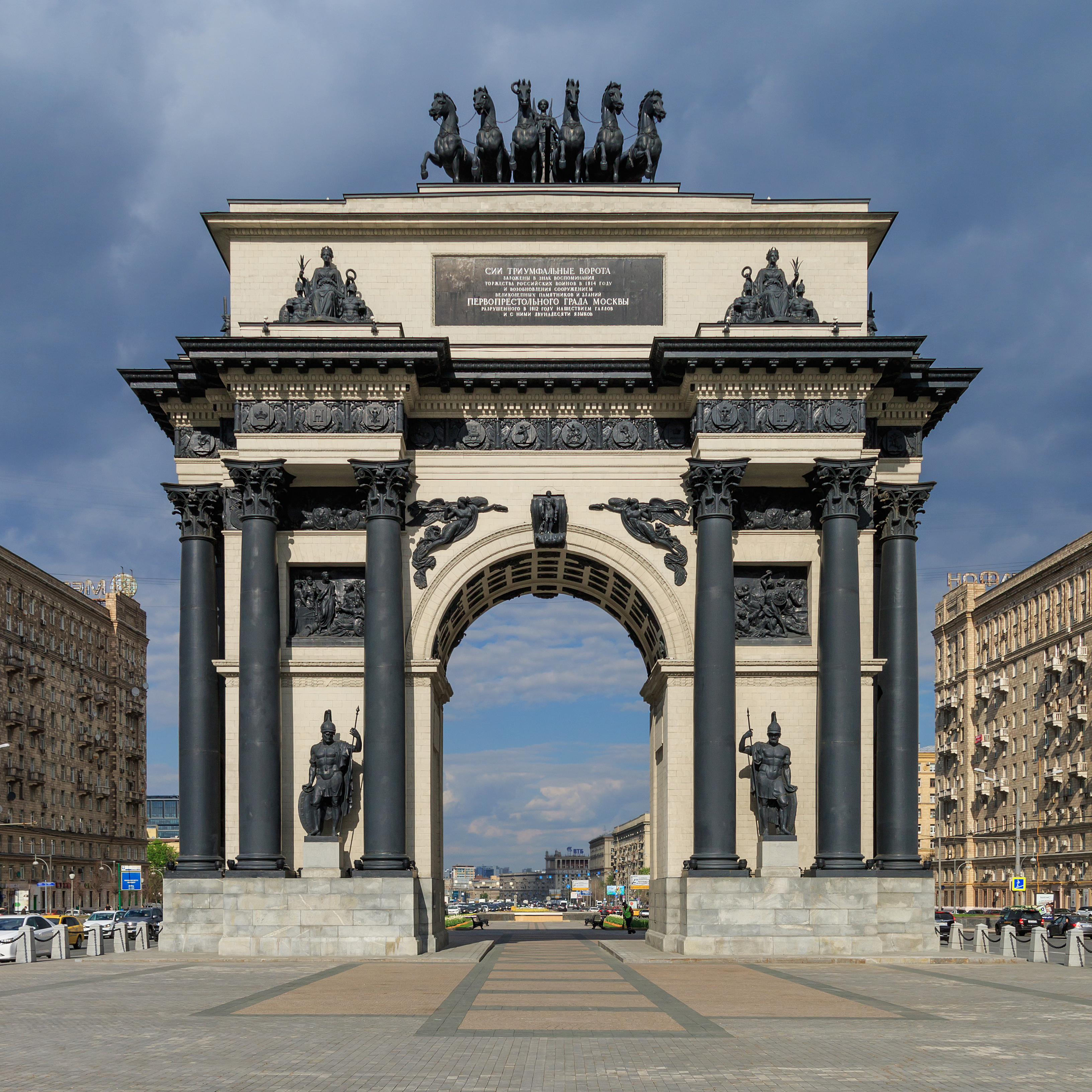
Triumphbogen am Moskauer Siegesplatz

Der Triumphbogen in Moskau wurde von 1829 bis 1834 auf dem Platz am Twerer Tor nach Plänen von Joseph Bové in Erinnerung an den Sieg Russlands über Napoleon errichtet. Er ersetzte eine Holzkonstruktion, die 1814 auf Veranlassung von Zar Alexander I. errichtet worden war, um die nach dem entscheidenden Sieg über Napoleon heimkehrenden Soldaten zu begrüßen.
Die Gestaltung ist eine Anspielung auf den Arc de Triomphe du Carrousel in Paris, der anlässlich von Napoleons Sieg in der Schlacht bei Austerlitz über die Alliierten, zu denen auch Russland gehörte, errichtet wurde. Der Bogen bestand aus Ziegelsteinen und war mit Marmorquadern verkleidet. Die Säulen und Statuen waren aus Gusseisen. Nach römischem Vorbild wurde das Tor von einem von sechs Pferden gezogenen Wagen nach einem Entwurf von Giovanni Vitali gekrönt.
Der Bogen wurde 1936 im Rahmen des Wiederaufbaus der Moskauer Innenstadt von Josef Stalin demontiert. Vitalis Skulpturen wurden ins Architekturmuseum auf dem Gelände des ehemaligen Donskoi-Klosters gebracht und dort ausgestellt. Nach dem Zweiten Weltkrieg gab es Pläne, das Monument vor dem Belarussischen Bahnhof wieder aufzubauen.
Der heutige Bogen wurde nach Bovés ursprünglichen Entwürfen 1966 bis 1968 in der Mitte des Kutusow-Prospekts, in der Nähe des Siegesparks (Park Pobedy) auf dem Poklonnaja-Hügel gebaut. Der weitläufige Platz um den Bogen wird als Siegesplatz bezeichnet.